# Ana Maria Roqica
Ana Maria Roqica (2 de fevereiro de 1988) é uma jogadora de rugby sevens fijiana.

## Carreira
Ana Maria Roqica integrou o elenco da Seleção Fijiana Feminina de Rugbi de Sevens, na Rio 2016, que foi 8º colocada.